# Nagroda Satelita za najlepsze kostiumy
Laureaci Satelity w kategorii najlepsze kostiumy:

## Lata 90
1996: Penny Rose – Evita

nominacje:
- Alex Byrne – Hamlet
- Consolata Boyle – Moll Flanders
- Janet Patterson – Portret damy
- Christian Gasc – Śmieszność

1997: Deborah Lynn Scott – Titanic

nominacje:
- Ruth E. Carter – Amistad
- Deirdre Clancy – Jej wysokość pani Brown
- Sandy Powell – Miłość i śmierć w Wenecji
- Sylvie de Segonzac – Zuchwały Beaumarchais

1998: Alexandra Byrne – Elizabeth

nominacje:
- Jenny Beavan – Długo i szczęśliwie
- Judianna Makovsky – Miasteczko Pleasantville
- Colleen Atwood – Pokochać
- Sandy Powell – Zakochany Szekspir

1999: Colleen Atwood – Jeździec bez głowy

nominacje:
- Jenny Beavan – Anna i król
- Mo Xiaomin – Cesarz i zabójca
- Caroline Harris – Idealny mąż
- Renee April – Purpurowe skrzypce
- Milena Canonero – Tytus Andronikus

## 2000–2009
2000: Rita Ryack – Grinch: Świąt nie będzie

nominacje:
- Janty Yates – Gladiator
- Deborah Lynn Scott – Patriota
- Tim Yip – Przyczajony tygrys, ukryty smok
- Keith P. Cunningham – Świat zabawy

2001: Catherine Martin, Angus Strathie – Moulin Rouge!

nominacje:
- Milena Canonero – Afera naszyjnikowa
- Colleen Atwood – Planeta Małp
- Ngila Dickson, Richard Taylor – Władca Pierścieni: Drużyna Pierścienia
- Kym Barrett – Z piekła rodem

2002: Julie Weiss – Frida

nominacje:
- Deena Apple – Austin Powers i Złoty Członek
- Albert Wolsky – Droga do zatracenia
- Sandy Powell – Gangi Nowego Jorku
- Trisha Biggar – Gwiezdne wojny: część II – Atak klonów

2003: Ngila Dickson – Ostatni samuraj

nominacje:
- Judianna Makovsky – Niepokonany Seabiscuit
- Wendy Stites – Pan i władca: Na krańcu świata
- Penny Rose – Piraci z Karaibów: Klątwa Czarnej Perły
- Susan Kaufmann – The Company
- Ngila Dickson, Richard Taylor – Władca Pierścieni: Powrót króla

2004: Beatrix Aruna Pasztor – Vanity Fair. Targowisko próżności

nominacje:
- Sandy Powell – Aviator
- Janty Yates – De-Lovely
- Emi Wada – Dom latających sztyletów
- Stella McCartney – Sky Kapitan i świat jutra
- Alexandra Byrne – Upiór w operze

2005: Jacqueline Durran – Duma i uprzedzenie

nominacje:
- John Bright – Biała hrabina
- Jeanette Scott, David Hack – Harry Potter i Czara Ognia
- Janty Yates – Królestwo niebieskie
- Pam Downe – Modigliani, pasja tworzenia
- Colleen Atwood – Wyznania gejszy

2006: Patricia Field – Diabeł ubiera się u Prady

nominacje:
- Chung Man Yee – Cesarzowa
- Jenny Beavan – Czarna Dalia
- Sharen Davis – Dreamgirls
- Milena Canonero – Maria Antonina

2007: Alexandra Byrne – Elizabeth: Złoty wiek

nominacje:
- Yvonne Blake – Duchy Goi
- Jenny Beavan – Głos wolności
- Rita Ryack – Lakier do włosów
- Marit Allen – Niczego nie żałuję – Edith Piaf
- Jacqueline Durran – Pokuta

2008: Michael O’Connor – Księżna

nominacje:
- Catherine Martin – Australia
- Jacqueline West – Ciekawy przypadek Benjamina Buttona
- Ruth Myers – Miasto cienia
- Eimer Ni Mhaoldomhnaigh – Powrót do Brideshead
- Patricia Field – Seks w wielkim mieście

2009: Monique Prudhomme – Parnassus

nominacje:
- Consolata Boyle – Chéri
- Colleen Atwood – Dziewięć
- Sandy Powell – Młoda Wiktoria
- Timmy Yip – Trzy królestwa

## 2010–2019
2010: Colleen Atwood – Alicja w Krainie Czarów

nominacje:
- Amy Westcott – Czarny łabędź
- Jenny Beavan – Jak zostać królem
- Michael Dennison – Jedz, módl się, kochaj
- Janty Yates – Robin Hood